# Lethrus sieversi
Lethrus sieversi is een keversoort uit de familie mesttorren (Geotrupidae). De wetenschappelijke naam van de soort werd in 1894 gepubliceerd door Koshantschikov.